# Öljeitü
Öljeitü (Mongools: ᠦᠯᠵᠠᠢᠲᠦ ᠬᠠᠭᠠᠨ, geromaniseerd: Öljaitü Qaghan, Perzisch: اولجایتو), ook bekend als Mohammad-e Khodabande (24 maart 1282 – Soltaniyeh, 16 december 1316) was de achtste khan van het Il-kanaat en regeerde tussen 1304 en 1316.

## Biografie

### Vroege jaren
Öljeitu werd geboren als een zoon van ilkhan Arghun en de nestoriaanse christen Uruk Khatun. In zijn jeugd werd Öljeitü gedoopt en kreeg hij de christelijke naam Nicholas, maar vervolgens werd hij weer bekeerd tot het boeddhisme en later ging hij samen met zijn broer Ghazan over naar de islam.
Öljeitü vocht aan de zijde van zijn broer Ghazan tegen Bajdu. In 1302 werd hij onderkoning van Khorasan. Door spionnen aan het hof van zijn broer kwam Öljeitü op tijd op de hoogte van de dood van zijn broer en kon hij al snel stappen ondernemen tegen twee mogelijke rivalen. Hierna trok hij naar Ujan waar hij op 9 juli aankwam en tien dagen later werd hij gekroond.

### Regering
De nieuwe ilkhan hield de viziers van zijn broer, S'ad al-Din en Rashid al-Din, aan en stelde Kutlushah aan als zijn opperbevelhebber. Kort na zijn aantreden ontving hij ambassadeurs van de Yuan-dynastie en de Gouden Horde en werd er voor het eerst sinds 45 jaar onderlinge strijd tussen de Mongoolse staten een vrede gesloten.
Daarnaast zette Öljeitu de plannen voort van het bouwen van een nieuwe stad in Noord-Iran, Soltaniyeh. Een project dat al onder zijn vader was begonnen. Van deze stad maakte hij zijn hoofdstad en na zijn dood zou hij hier ook begraven worden.
In 1306 ondernam hij een militaire campagne tegen de heerser van Herat, waar slechts kortstondig een overwinning werd behaald. Een jaar later trok Öljeitü op een militaire veldtocht tegen de bevolking van de regio Gilan. Tijdens deze campagne kwam Kutlushah om het leven. Uiteindelijk behaalde Öljeitü slechts een pyrrusoverwinning op de mensen van Gilan.
Öljeitü zette de anti-Mammelukkenpolitiek van de ilkhaniden voort. Hij hoopte erop een Europese alliantie te kunnen smeden tegen de Mammelukken en verstuurde hierover brieven naar Filips IV van Frankrijk en Eduard I van Engeland en paus Clemens V. In 1312 ging Öljeitü over op zijn enige militaire campagne tegen de Mammelukken nadat een paar dissidente emirs zijn hulp verzochten. Hij belegerde de vesting van Al-Rahba, maar het verzet was zo hevig dat de Mongolen het beleg moesten opgeven en zich terug trokken over de Eufraat. Hiermee kwam er een einde aan een periode van vijftig jaar aan Mongoolse invasies in Syrië.
In de laatste jaren van zijn regering waren de ogen van Öljeitü oostwaarts gericht. In 1313 annexeerde hij gebied in Zuid-Afghanistan en dit leidde tot een invasie van het Kanaat van Chagatai in Khorasan. In januari 1314 wisten deze een grote overwinning te behalen op het leger van de ilkhaniden in Khorasan en hierop vertrok Öljeitü aan het hoofd van zijn eigen leger richting het conflictgebied De vijand trok zich hierop weer terug. Kort daarop stelde hij ook zijn zoon Abu Sa'id aan als onderkoning van Khorasan.
Öljeitü stierf op 17 december 1316 in Soltaniyeh, waarschijnlijk aan een spijsverteringsstoornis.